# Jordan Barnes
Jordan Barnes (nacido en San Luis (Misuri), el 13 de septiembre de 1997) es un baloncestista estadounidense que pertenece a la plantilla de los Gladiators Trier de la ProA, la segunda división alemana. Con una altura de 1,78 metros, se desempeña en la posición de base.

## Trayectoria
Es un base formado en la Christian Brothers College High School de su ciudad natal hasta 2016, cuando ingresó en la Universidad Estatal de Indiana, situada en Terre Haute, Indiana, donde jugaría durante cuatro temporadas la NCAA con los Indiana State Sycamores, desde 2016 a 2020.
En la temporada 2021-22, firma por el Uni Baskets Paderborn de la ProA, la segunda división alemana.
En la temporada 2021-22, firma por el Giessen 46ers de la ProA, la segunda división alemana.
El 24 de octubre de 2023, el jugador firma por el Real Betis Baloncesto de la Liga LEB Oro, en el que jugaría hasta el mes de diciembre del mismo año.
Tras abandonar el equipo español, el 19 de enero de 2024 fichó por el Gladiators Trier de la ProA, la segunda división alemana.